# Islamski Uniwersytet w Medynie
Islamski Uniwersytet w Medynie (arab. ‏الجامعة الإسلامية بالمدينة المنورة‎) – saudyjski uniwersytet islamski założony w 1961 roku w Medynie, dostępny wyłącznie dla mężczyzn. W rankingu 4icu.org uczelnia uplasowała się na 9. miejscu w skali krajowej i na 2667. miejscu w skali światowej.
W 2000 roku na Islamskim Uniwersytecie w Medynie studiowało ponad 3 tys. studentów, z czego około 450 pochodziło spoza Arabii Saudyjskiej. W 2017 roku rektorem uczelni był Hatem bin Hassan al-Marzuki.